# Raionul Mîkolaiiv, Mîkolaiiv
Mîkolaiiv (în ucraineană Миколаївський район, transliterat: Mîkolaiivskîi raion) este un raion în regiunea Mîkolaiiv, Ucraina. Are reședința la Mîkolaiiv.
Are o suprafață de 7.433,7 km². Populația este de 656.300 locuitori, determinată în 2020.